# Begonia ampla
Espèce
Synonymes
- Begonia duruensis De Wild.[1]

Begonia ampla est une espèce de plantes de la famille des Begoniaceae. Ce bégonia rampant ou grimpant est originaire d'Afrique. L'espèce fait partie de la section Squamibegonia. Elle a été décrite en 1871 par Joseph Dalton Hooker (1817-1911). L'épithète spécifique ampla signifie « grande », en référence à son feuillage ample.

## Description

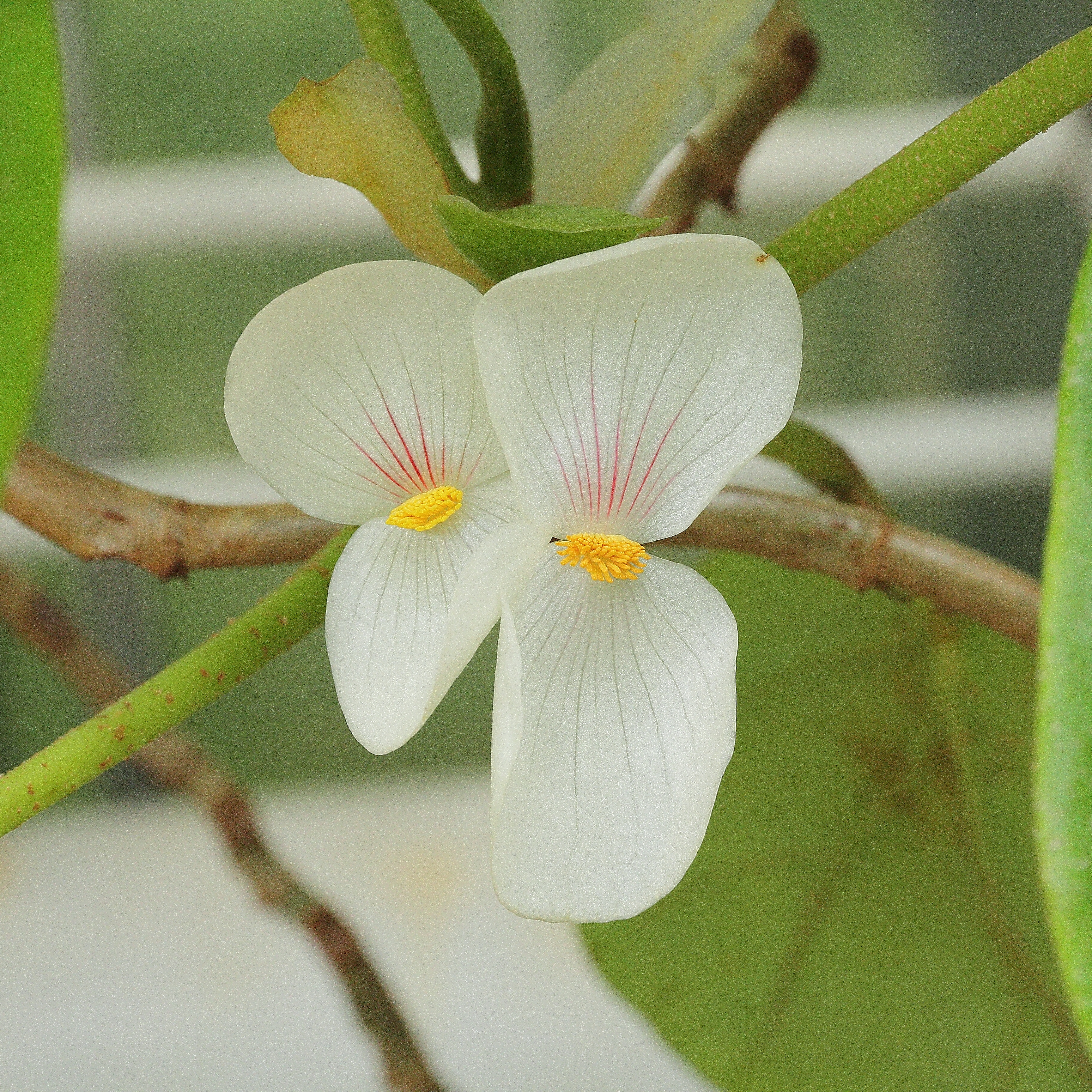
Fleurs mâles
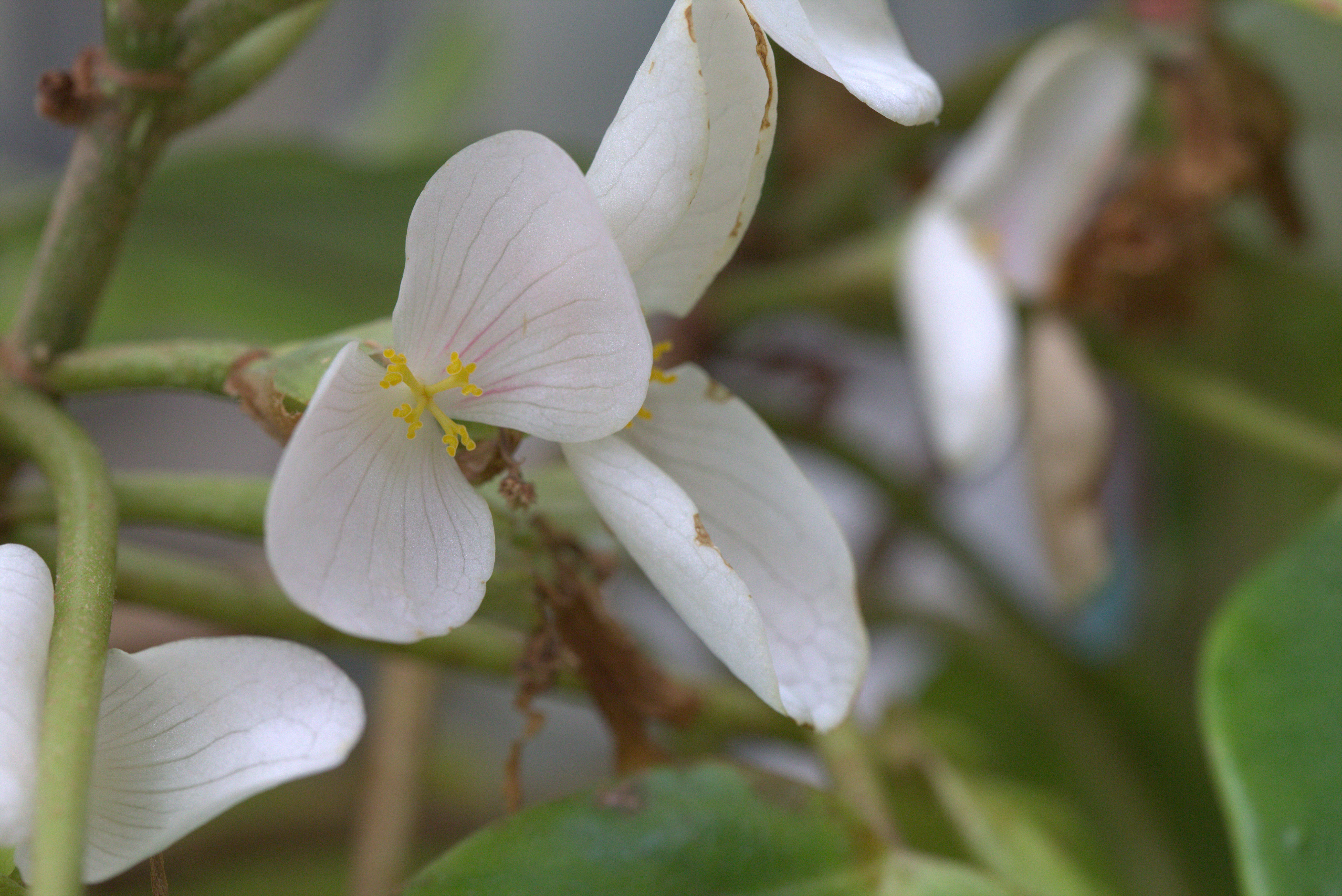
Fleurs femelles

## Répartition géographique
Cette espèce est originaire des pays suivants : Cameroun ; Congo ; Guinée Équatoriale ; Gabon ; Sao Tomé-et-Principe ; Ouganda ; Zaïre.